# Andhim
Andhim (Eigenschreibweise: andhim) ist ein deutsches DJ-, Remixer- und Produzenten-Duo im Bereich der elektronischen Tanzmusik.

## Karriere
Andhim besteht aus den beiden Kölnern Simon Haehnel und Tobias Müller. 2010 schlossen sie sich zu einem Duo zusammen. In dieser Zeit entstanden bereits mehrere Single- und EP-Veröffentlichungen. Im Dezember 2010 bzw. Januar 2011 wurde Andhim in den Newcomercharts der Magazine Raveline und Groove auf Position fünf bzw. acht gewählt.
2013 feierten sie ihren ersten kommerziellen Erfolg mit ihrem Remix des Titels Wine & Chocolates von Theophilus London. Dieser stieg im Februar 2013 als reiner Download bis auf Platz 31 in die deutschen Singlecharts ein und erreichte Platz eins der Deutschen Club-Charts. Einen weiteren Hit erzielten sie mit der Nummer Hausch, die am 31. März 2014 auf dem Berliner Label Get Physical erschien.

## Diskografie

### Singles
2010
- Quetschkommode (Voltage Musique Records)
- Orientexpress (Voltage Musique Records)
- Holger der Polka (Voltage Musique Records)
- Patty Sue (Sunset Handjob)
- Beaver (Sunset Handjob)
- Afrikadelle (Kittball)
- Drosselschnaps (Monaberry)

2011:
- Like a Wirsing (Terminal M)
- Extragold (Terminal M)
- Holz Ist (Great Stuff Records)
- Aleefee (Sunset Handjob)
- Bermudachords (Sunset Handjob)

2012:
- Wallace (Terminal M)
- Walkmen (Terminal M)
- Reeves (mit Super Flu; Monaberry)
- German Summer (Monaberry)

2013:
- The Wizard of Us (Get Physical)
- Boy Boy Boy (Terminal M)
- Cheesy Mobisi (mit Super Flu; Monaberry)

2014:
- Hausch (Get Physical)
- Captain (mit H.O.S.H.; Diynamic)
- Melte (Monaberry)

2015:
- Domplatte (Get Physical)
- Mr. Bass (mit Super Flu; Monaberry)

### Remixes
2010:
- The Glitz – White Line (Voltage Musique Records)
- Krogmann – Billig Willig (Design im Kopf)
- Kolombo – Kagomba (Kittball)
- Per Hammer – Villa Clara (Nulogic Records)
- Joachim Pastor – Be Organic (Kling Klong)
- Dan Caster – Dirty Girl (Who’s Your Daddy Mix; Shaker Plates)
- Rainer Weichhold & Heartik – CousCous (Great Stuff Records)

2011:
- Monika Kruse feat. Zafra Negra – Latin Lovers (Terminal M)

2012:
- Oliver Koletzki feat. Bosse – Fifty Ways To Love Your Liver (Stil vor Talent)
- Format B – Desire (Formatik)
- Cascandy -Andhim's Hands On Cascandy Six (Cascandy)

2013:
- Tube & Berger- Surfin (Kittball)
- Theophilus London – Wine And Chocolates (Bitclap)
- HVOB – Always Like This (Stil vor Talent)
- Kölsch – All That Matters (Kompakt)
- Hanne & Lore Be Good (Heulsuse)

2014:
- 2raumwohnung- Bye Bye Bye (Vertigo Berlin)
- Super Flu – Gether (Monaberry)

## Videos
- Andhim – Walkmen
- Super Flu & Andhim – Hasoweh
- Theophilus London – Wine and Chocolates (Andhim Remix)
- Andhim – Boy Boy Boy
- Andhim – Melte
- Super Flu & Andhim – Mr. Bass
- Andhim – Super